# Tehu
Tehu（てふ、1995年8月16日 - ）は、兵庫県神戸市出身の技術者、デザイナー（いずれも自称）。国籍は中華人民共和国。本名は張 惺（ちょう さとる）。

## 経歴
2009年10月にiPhoneアプリ「健康計算機」をリリースしたことが各種メディアに取り上げられ、iTunes App Storeの日本の無料APP総合ランキングで最高3位にランクインした。
2013年10月から『週刊プレイボーイ』のWebサイトにて、アイドルに関するコラムの連載を開始する。連載は2014年6月で終了する。
2014年、東京都知事選挙における細川護熙候補の告示前Webサイトをディレクションする。
灘中学校・高等学校を卒業後、AO入試で慶應義塾大学環境情報学部に進学する。留年の後、2015年春より「自分が何をしたいか分からなくなった」ため、同学を休学。2020年3月、同校を卒業。
2015年3月、講談社が運営するWebメディア「現代ビジネス」のCTO（最高技術責任者）に就任し、同サイトのUI/UXの改善を行うと宣言した。
2016年8月31日に同サイトが全面的にリニューアルされるも、使いづらさや見にくさをコラム執筆者の長谷川幸洋に酷評される。
株式会社NO BORDER アドバイザーを務めていたが、現在は退任している。
現在は「プロデューサーやCTO（最高技術責任者）として8社の事業に関わっている」と自称しているが、詳細は明らかにしていない。

## 小学4年生を騙った衆議院の解散を批判するサイトについて
第47回衆議院議員総選挙に関して、「どうして解散するんですか？」という、政権批判とも言えるサイトを青木大和のコンセプトを基に作成した。このサイトは、当初小学4年生が作成したものとされていたが、後にTehuと青木大和によるものと判明。
このサイトには「このサイトに賛同しています」とする人の数を示すカウンターが設置されていたが、実際の数字ではなく、ランダムでカウントが増えていくようになっていた。
サイト自体は小学4年生が作れるようなものでないことは明白だったが、子供を騙ったこととカウンターを偽装するなどの手法が強い批判を受けた。当時の内閣総理大臣である安倍晋三も「批判されにくい子供になりすます最も卑劣な行為」と非難した。
また、ボタンを押すと政治家のTwitter宛てにスパムが送信される仕組みになっていた。
Tehu本人は「過剰な演出により、衆院解散への問題提起という本来の意図を超えて、多くの方々に大きな誤解を与えてしまう結果となった」として謝罪した。
2020年のインタビュー記事では「あの当時、最も残念だったのは、小4は誰かという点だけが取りざたされ、解散の是非についての建設的な議論がまったく起こらなかったことでした。我々が提起したかった問題は問われなかったのです」と発言している。

## 著書

### 単著
- 『「バズりたい」をやめてみた。』（2020年、ＣＣＣメディアハウス）

### 共著
- 『スーパーIT高校生"Tehu"と考える 創造力のつくり方』（2013年、角川書店、Google元副社長である村上憲郎との共著）

## メディア出演

### テレビ
- クイズ・ソモサン・セッパ!（2012年11月6日、フジテレビ）
- よるべん（2013年1月25日、TBS）
- めざせ!会社の星（2013年5月8日、NHK Eテレ）
- キャスト（2013年10月2日、朝日放送）
- ヒネクレ星雲第4惑星 モノモース（2015年5月10日、日本テレビ）

### 雑誌
- 日経ソフトウエア日経BP
- TOSPACE SHOWER BOOKs

### Web
- 東洋経済オンライン 東洋経済新報社
- 週プレNEWS 集英社